# Казано ал'Јонио
Казано ал'Јонио (итал. Cassano all'Ionio) је насеље у Италији у округу Козенца, региону Калабрија.
Према процени из 2011. у насељу је живело 11560 становника. Насеље се налази на надморској висини од 164 м.

## Становништво
| 1931.  | 1936.  | 1951.  | 1961.  | 1971.  | 1981.  | 1991.  | 2001.  | 2011.  |
| ------ | ------ | ------ | ------ | ------ | ------ | ------ | ------ | ------ |
| 10.823 | 11.428 | 13.669 | 15.179 | 17.449 | 18.613 | 18.564 | 17.565 | 17.281 |